# Franz Harnoncourt
Franz Harnoncourt-Unverzagt (* 2. August 1937 in Graz) ist ein österreichischer Jurist. Er war Vorstandsvorsitzender des Warenhausunternehmens Kastner & Öhler und Aufsichtsratspräsident der Grazer Wechselseitigen Versicherung in Graz.

## Leben
Er ist das siebente Kind von Eberhard Harnoncourt und dessen Frau Ladislaja, geborene Gräfin von Meran. Drei seiner Brüder sind Nikolaus, Philipp und Karl Harnoncourt.
Nach dem Jus-Studium und Promotion begann er sein Berufsleben als Steuerberater bei der Firma Binder+Co und erwarb Auslandserfahrungen bei einem Studienaufenthalt in den USA, beim Großkaufhaus „Karstadt“ in Deutschland und bei „Marks & Spencer“ in Großbritannien. Bei Kastner & Öhler lernte er den Betrieb von Grund auf kennen, wo er jahrzehntelang im Vorstand tätig war. Von 1982 bis 2012 leitete er als Präsident und Aufsichtsrat die „Grazer Wechselseitige Versicherung“. Seitdem ist er Ehrenpräsident.
Er ist Ritter des Malteser Ritterordens und Rezeptor des Großpriorates von Österreich. Er vertritt als Honorarkonsul das Großherzogtum Luxemburg.

## Privates
Franz Harnoncourt-Unverzagt ist seit 1965 verheiratet mit Marion, geborene Fogarassy (* 1941), Tochter von Viktor Fogarassy und Dollie Kastner, und ist Vater von fünf Töchtern und einem Sohn.

## Auszeichnungen
- 1999: Großes Goldenes Ehrenzeichen für Verdienste um die Republik Österreich[2]
- 2007: Großes Goldenes Ehrenzeichen des Landes Steiermark mit dem Stern
- 2012: Großes Goldenes Ehrenzeichen mit dem Stern für Verdienste um die Republik Österreich[2]
- 2012: Bürger der Stadt Graz[1]